# (39594) 1993 PP7
(39594) 1993 PP7 est un astéroïde de la ceinture principale d'astéroïdes découvert en 1993.

## Description
(39594) 1993 PP7 a été découvert le 15 août 1993 au Centre de recherches en géodynamique et astrométrie (CERGA), à Caussols en France, par Eric Walter Elst.

### Caractéristiques orbitales
L'orbite de cet astéroïde est caractérisée par un demi-grand axe de 2,16 ua, un périhélie de 1,78 ua, une excentricité de 0,18 et une inclinaison de 1,53° par rapport à l'écliptique. Du fait de ces caractéristiques, à savoir un demi-grand axe compris entre 2 et 3,2 ua et un périhélie supérieur à 1,666 ua, il est classé, selon la JPL Small-Body Database, comme objet de la ceinture principale d'astéroïdes.

### Caractéristiques physiques
(39594) 1993 PP7 a une magnitude absolue (H) de 15,6 et un albédo estimé à 0,061.